# Duguetia lepidota
Duguetia lepidota là loài thực vật có hoa thuộc họ Na. Loài này được (Miq.) Pulle mô tả khoa học đầu tiên năm 1906.